# Creatonotos costalis
Creatonotos costalis är en fjärilsart som beskrevs av Jean Baptiste Boisduval. Creatonotos costalis ingår i släktet Creatonotos och familjen björnspinnare. Inga underarter finns listade i Catalogue of Life.